# Публий Постумий Туберт
Публий Постумий Туберт (лат. Publius Postumius Tubertus) — римский политический деятель конца VI века до н. э.
Его отца звали Квинтом. Туберт был первым из патрицианского рода Постумиев, кто получил консульство. Первым раз он им стал в 505 году до н. э. вместе с Марком Валерием Волузом Максимом. Со своим коллегой Туберт воевал с сабинами, над которыми он одержал победу у реки Анио и получил за это триумф.
Постумий был консулом во второй раз в 503 году до н. э. с Агриппой Менением Ланатом. В тот год два латинских поселения, Помеция и Кора, отпали к аврункам. Туберт и Ланат одержали над ними победу и отпраздновали триумф. Кроме того, есть сведения, что Туберт боролся против сабинов снова, сначала с небольшим успехом, но в конце концов победил их и был награждён овацией или малым триумфом, который он отметил 3 апреля 503 года до н. э. Это был первый случай получение этой награды магистратом Римской республики. Возможно, Туберт принимал участие в Первой Латинской войне.
В 494 году до н. э. Постумий был одним из десяти послов сената плебеям, собравшимся на Священной горе во время первой сецессии. Посланники провели успешные переговоры с ними, в результате плебеи вернулись в Рим при условии прощения некоторых их долгов и учреждения должности народного трибуна, который получил право вето на действия магистратов и сената.
За заслуги Постумию и его потомкам было дано право быть похороненным в пределах городских стен. Диктатор Авл Постумий Туберт был его потомком, вероятно, внуком.